# Laugenspitze
Laugenspitze (italsky Monte Luco, 2434 m n. m.) je hora v Nonsberských Alpách v severní Itálii. Nachází se v oblasti Tridentsko-Horní Adiže. Hora má dva vrcholy: Großen Laugen a Kleinen Laugen. Laugenspitze je nejvyšším bodem Nonsberských Alp.